# 1997 CB22
1997 CB22 är en asteroid i huvudbältet som upptäcktes den 13 februari 1997 av den japanska astronomen Takao Kobayashi vid Ōizumi-observatoriet.
Asteroiden har en diameter på ungefär 16 kilometer.